# جان مریک
جان مریک (انگلیسی: John Meyrick; ۲ دسامبر ۱۹۲۶ – ۶ فوریهٔ ۲۰۰۴) قایقران روئینگ اهل بریتانیا بود.